# François Willème

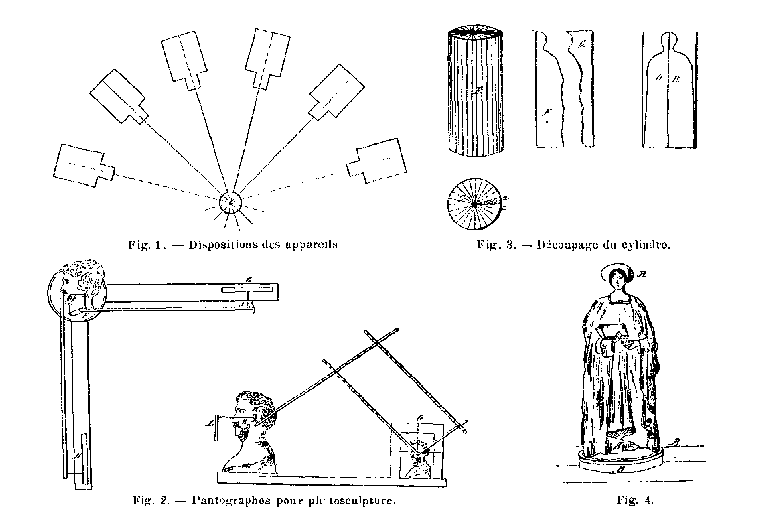
Schéma explicatif de la technique de la photosculpture.

François Willème, né à Sedan le 27 mai 1830, mort à Roubaix le 31 janvier 1905, est un peintre, photographe et sculpteur français, inventeur de la photosculpture vers 1859-1860.

## Biographie

### Débuts
François Willème est le fils d’un débitant de boissons. Il est l'élève d'Henri Félix Emmanuel Philippoteaux à l’École des beaux-arts de Paris.

### Photosculpture
François Willème invente la photosculpture vers 1859-1860. Il en dépose le brevet en France le 14 août 1860, et aux États-Unis le 9 août 1864.
Le 15 mai 1861, dans un article du Moniteur de la photographie intitulé « La photo-sculpture, art nouveau imaginé par M. François Willème », François Moigno donne la description d'un procédé inventé par Willème qui combine l'usage de la photographie et du pantographe et lui permet d'obtenir « de la sculpture exactement semblable au modèle (vivant ou inerte) ». Théophile Gautier qualifie son invention de "prodige" dans le Moniteur universel en 1863. 
Willème participe à l'Exposition universelle de 1867. Son procédé est l'ancêtre de l'impression 3D[réf. nécessaire]. C'est un grand succès qui amène la célébrité de son inventeur. Parmi ses clients on peut distinguer Charles de Morny, Rainulphe d'Osmond, Sosthène II de La Rochefoucauld, Théophile Gautier, Bernard Pierre Magnan, Ferdinand de Lesseps ou Augustine Brohan. L'atelier parisien de photosculpture ouvert par Willème en 1862 au no 42 avenue de Wagram (alors appelé boulevard ou avenue de l'Étoile) ferme en 1867, malgré le soutien des critiques, artistes et entrepreneurs. Après le départ de Willème en 1869, la société de photosculpture poursuit son activité sans lui. Sa succursale au no 35 boulevard des Capucines fonctionne au moins jusqu'en août 1874.

### Retour à Sedan
Willème retourne vivre dans sa ville natale en 1869. Là, il s'associe avec un photographe, puis donne des cours de dessin au collège Turenne. Il meurt à Roubaix le 31 janvier 1905.

### Récompenses
Au cours de sa carrière de photosculpteur, François Willème est récompensé par des médailles aux expositions, et reçoit les insignes de l'ordre de Charles III d'Espagne.

### Postérité

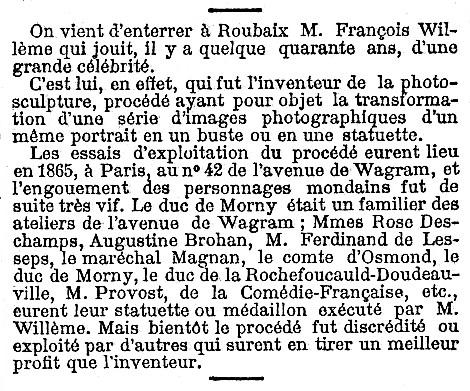
Le Temps, 6 février 1905.

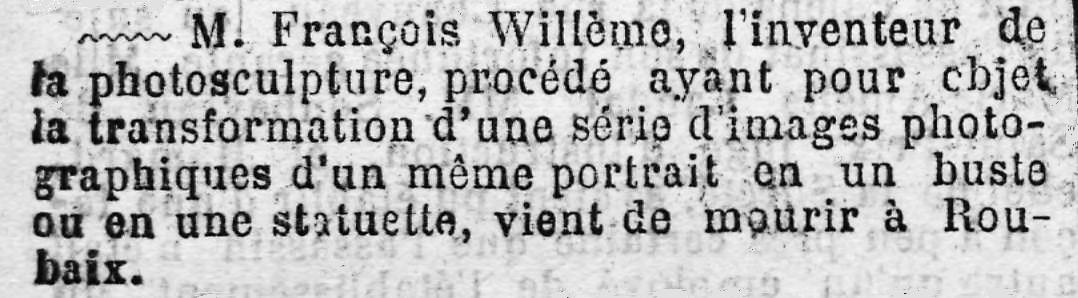
Le Rappel, 7 février 1905.

En 1899, L. P. Clerc, dans La Science française reconnait que la photosculpture est « la tentative la plus ancienne » pour « obtenir une image en relief sculptural, ronde bosse ou bas-relief du modèle vivant, par l'emploi de méthodes photographiques », mais qu'elle « échoua par suite de sa complication inouïe ». Et lui oppose une nouvelle technique, à son avis plus simple et facile d'emploi, inventée par le photographe Lernac et développée par Nadar : la photostérie. 
Après avoir connu la célébrité, l’œuvre de François Willème est par la suite oubliée. Sa nécrologie en 1905, dans Le Rappel, la réduit à une technique concernant seulement portraits en bustes et statuettes. Un article du journal Le Temps, le 21 janvier 1909, parlant d'un nouveau procédé de photosculpture, l'évoque comme une parfaite nouveauté. Et ignore l'invention de François Willème.
Le 23 mai 1924, Gabriel Cromer présente à la Société française de photographie une communication intitulée François Willème, inventeur de la photosculpture.
La ville de Sedan conserve, œuvres de Willème, des bustes (Cunin-Gridaine, 1890), un tableau (L’Église du collège : chapelle Saint Louis), et trois albums « Depaquit » avec ses photographies des fortifications qu'il réalise après 1880, lors de leur démolition, après la bataille de Sedan. Des photosculptures sont conservées, notamment à Rochester à la George Eastman House, à Paris au musée Carnavalet et au musée Albertina à Vienne en Autriche. 
Une version en réalité augmentée a été réalisée et présentée en 2023 dans le cadre de l'exposition Dimensions - Art numérique depuis 1859 à Leipzig.